# 시스템 7
시스템 7(System 7, 코드이름 빅뱅-Big Bang, Mac OS 7)은 매킨토시 컴퓨터용 단일 사용자 GUI 기반 운영 체제이다. 1991년 3월 13일에 애플 컴퓨터가 선보인 컴퓨터이다. 시스템 6의 뒤를 이으며 1997년에 맥 OS 8이 나올 때까지 매킨토시의 기본 운영 체제이기도 하였다. 시스템 7에 추가된 기능에는 가상 메모리, 개인 파일 공유, 퀵타임, 퀵드로 3D, 개선된 사용자 인터페이스 등이 있다.
시스템 7은 모든 7.x대 버전을 가리키는 데 쓰이기도 한다. 1997년에 7.6 버전이 출시되면서 애플은 공식적으로 운영 체제의 이름을 "Mac OS"로 바꾸었으며, 이는 시스템 7.5.1 시동 화면에 처음 나타난 이름이다. 시스템 7은 모토로라 68000 계열 프로세서를 사용한 맥을 기준으로 개발되었으나 애플이 새로운 프로세서를 채용한 뒤로 파워PC에도 포팅되었다.

## 버전 역사
| 버전            | 출시일           |
| --------------- | ---------------- |
| 7.0             | 1991년 5월 13일  |
| 7.0.1           | 1991년 10월 21일 |
| 7.0.1P          | 1992년 3월 23일  |
| 7.1             | 1992년 8월 3일   |
| 7.1P            | 1993년 1월       |
| 7.1.1           | 1993년 10월 21일 |
| 7.1.2           | 1994년 3월 14일  |
| 7.1.2P          | 1994년 7월 15일  |
| 7.5             | 1994년 9월 12일  |
| 7.5.1           | 1995년 3월 23일  |
| 7.5.2           | 1995년 6월 19일  |
| 7.5.3           | 1996년 1월 1일   |
| 7.5.3 리비전2   | 1996년 5월 1일   |
| 7.5.3 리비전2.1 | 1996년 8월 7일   |
| 7.5.3 리비전2.2 | 1996년 8월 7일   |
| 7.5.5           | 1996년 9월 27일  |
| 7.6             | 1997년 1월 7일   |
| 7.6.1           | 1997년 4월 7일   |

## 같이 보기
- A/UX
- 파인더